# 21丁目駅
21丁目駅（21ちょうめえき、英: 21st Street）はクイーンズ区ロングアイランド・シティにあるニューヨーク市地下鉄 INDクロスタウン線の駅である。21丁目-ヴァン・アルスト駅（21st Street–Van Alst）とも呼ばれる。21丁目-ジャクソン・アベニュー交差点にあり、終日G系統が停車する。

## 駅構造
| G           | 地上階                     | 出入口                                                         |
| B1          | 改札階                     | 改札、駅員詰所、メトロカード券売機                             |
| B2 ホーム階 | 南行線                     | ← チャーチ・アベニュー駅行き（グリーンポイント・アベニュー駅） |
| B2 ホーム階 | 島式ホーム、左側ドアが開く |                                                                |
| B2 ホーム階 | 北行線                     | → コート・スクエア駅行き（終点）→                              |

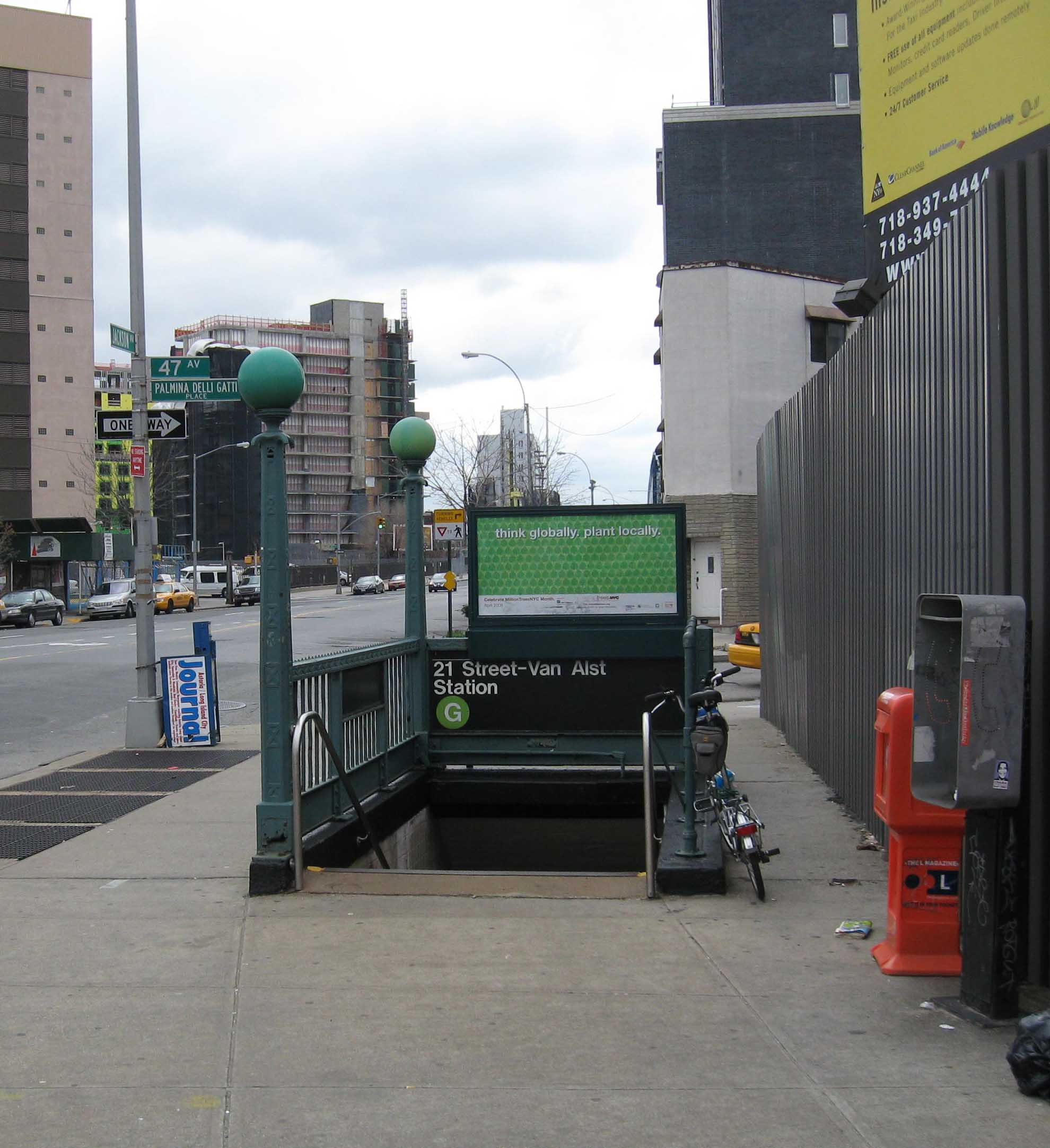
ジャクソン・アベニューに出る階段

21丁目駅はナッソー・アベニュー駅までのINDクロスタウン線第1期開業区間の駅として1933年8月19日に開業した。「ヴァン・アルスト」の名前は21丁目の古い名称であるヴァン・アルスト・アベニューにちなむ。ヴァン・アルスト家は1652年にニューアムステルダムに入植した一家で、現在のクイーンズ・プラザにほど近いジャクソン・アベニュー - オーチャード・ストリート交差点付近に墓所があった（現在空き地となっているウェスト・ディスインフェクティング・カンパニーの工場跡地にあたる）。ヴァン・アルストの名前はアストリアの21丁目-30番街にあるヴァン・アルスト・プレイグランドにも残っている。
21丁目駅は島式ホーム1面2線の駅で、上を走るジャクソン・アベニューに沿って緩くカーブしている。壁面には黒で縁取りされたハンターグリーンの帯が水平に引かれ、白字で"21"と書かれた黒いタイルが帯の下に配されている。ホームとメザニンの柱は濃淡のハンターグリーン（以前はバイオレットだった）で塗られ、1本おきにニューヨーク市地下鉄で標準的な黒地に白でレタリングを施した駅名標が取り付けられている。ホーム南端にはニューヨーク市交通警察20分署の詰所が設けられている。
クロスタウン線の他の駅と同様、21丁目駅も地下水によるタイル壁の傷みが目立っており、特に南行線側が酷い状態である。しかし、修繕はまったく計画されていない。
当駅の北側では、クロスタウン線の本線の間に渡り線で繋がった3本目の線路が引かれており、コート・スクエア駅行きの列車はコート・スクエア駅のどちらの線路にでも入線できるようになっている。このため、北行線の北端に経路選択盤が設けられている。

### 出入口
ホームの上には全長に渡るメザニンが設けられているが、利用できるのは北半分だけで、ホームとは2本の階段で結ばれている。南半分にはホームとの間に3本の階段があるが、資機材置き場およびMTA職員のオフィスとして使われている。北側メザニンから出られる改札口は一つだけで、自動改札機とトークン・ブースが設けられており、3本の階段で21丁目/ジャクソン・アベニュー/47番街の3本の通りの交差点に出ることができる。